# أبسلوم أوستن تاونسند
أبسلوم أوستن تاونسند هو سياسي أمريكي، ولد في 7 ديسمبر 1810، وتوفي في 1879. نشط حزبياً في الحزب الجمهوري. وقد انتخب عضو جمعية ولاية ويسكونسن ‏.